# Nydalen Station
Nydalen Station (Nydalen stasjon) er en metrostation på T-baneringen på T-banen i Oslo. Stationen, der ligger i Nydalen i bydelen Nordre Aker, blev åbnet 20. august 2003 som en del af den første etape af T-banetingen. Den har ca. 12.000 passagerer om dagen.
Stationen har tre udgange, to ved Handelshøyskolen BI og en ved Nydalen torv. Stationen ligger et par hundrede meter fra jernbanestationen af samme navn på Gjøvikbanen.

## The Tunnel of Light
Som et særligt indslag havde Nydalen Station i mange år rulletrapper med lys-, lyd- og musikeffekter. Det var kunstværket The Tunnel of Light, der var indbygget i trapperne med mere end 1.800 lysstofrør og 44 højtalere. De blev styret af sensorer, der reagerede på folk, der benyttede trapperne. Repertoiret af lys og lyd fulgte årstiderne. 
Ideen til kunstværket kom fra stationens arkitekt Kristin Jarmund. Lyssystemet var udviklet af Per Åge Lyså, Bjarne Kvinnsland havde komponeret musikken, og Yngve Sandboe havde stået for den samlede programmering. Desuden havde Beate Grimsrud indlæst egne tekster, der var blevet integreret i lydbilledet. Udformningen af stationen med The Tunnel of Light blev nomineret til Mies van der Rohe-prisen.
I 2015 begyndte arbejdet med at opgradere rulletrapperne og perronerne på stationen. Fordi The Tunnel of Light ikke længere virkede, var der behov for en ny rulletrappe. Den eksisterende blev opgraderet med kunst i taget af Ole Jørgen Næss.